# Zagarzazú (Uruguay)
Zagarzazú es una localidad balnearia uruguaya del departamento de Colonia.

## Ubicación
La localidad se encuentra situada en la zona noroeste del departamento de Colonia, sobre las costas del Río de la Plata, 7 km al noroeste de la ciudad de Carmelo. Se accede a ella desde el km 261 de la ruta 21. Recibe su nombre de su fundador, Isidro Zagarzazú, del cual se halla una estatua cercana a la playa, en los últimos metros de la carretera de entrada. 
También lleva el mismo nombre el aeropuerto, donado por la familia del fundador al Estado del Uruguay (pista de césped de 1000 m, sólo habilitado para vuelos nacionales, de 8 a 20)
- IATA: none
- ICAO: SUCM

## Población
Según el censo del año 2011 el balneario contaba con una población permanente de 96 habitantes.
| 18            | 20 | 41 | 66 | 96 |
| (Fuente: INE) |    |    |    |    |

## Turismo
Zagarzazú se caracteriza por su bajo número de habitantes, lo que contribuye a una atmósfera de tranquilidad. Uno de sus principales atractivos es el complejo Four Seasons Carmelo, que incluye un campo de golf de alta calidad, reconocido por los entusiastas del deporte. Este campo ha sido valorado positivamente por la integración de su diseño con el entorno natural, que incluye árboles, lagos y pantanos.
La playa de Zagarzazú, aunque pequeña, está rodeada de árboles y se presenta como un espacio adecuado para el descanso y actividades al aire libre. Además, la localidad alberga uno de los principales bosques de pinos de la región, caracterizado por su densa vegetación. En términos de alojamiento, Zagarzazú ofrece diversas opciones que abarcan desde hoteles de cinco estrellas hasta casas particulares y apartamentos equipados, lo que permite a los visitantes elegir según sus preferencias y presupuesto.